# Список лідерів кінопрокату Латвії 2010
Список лідерів кінопрокату Латвії 2010 року містить анотоване перерахування фільмів, які займали перше місце в Латвії за підсумками зборів кожного з тижнів 2010 року з сумою понад $100,000. Список заснований на остаточних сумах, зароблених фільмами з продажу квитків у кінотеатрах. Прибуток від відеопрокату, показу телебаченням тощо не враховується. Суми вказуються у доларах США і не враховують інфляцію. Суми касових зборів наведені за даними сайту Box Office Mojo.
| #  | Назва фільму                                  | Країна              | Збори в Латвії, $ |
| -- | --------------------------------------------- | ------------------- | ----------------- |
| 1  | Шрек назавжди                                 | США                 | 582 385           |
| 2  | Аліса в Країні Чудес                          | США                 | 359 905           |
| 3  | Нікчемний я                                   | США                 | 342 386           |
| 4  | Початок                                       | Велика Британія США | 341 940           |
| 5  | Секс і Місто 2                                | США                 | 265 029           |
| 6  | Їсти молитися кохати                          | США                 | 262 137           |
| 7  | Турист                                        | США                 | 245 686           |
| 8  | Гаррі Поттер і Смертельні реліквії: Частина 1 | Велика Британія США | 242 241           |
| 9  | Крок уперед 3D                                | США                 | 237 018           |
| 10 | Затемнення                                    | США                 | 225 502           |
| 11 | Як приборкати дракона                         | США                 | 210 238           |
| 12 | Робін Гуд                                     | Велика Британія США | 185 675           |
| 13 | Оселя зла: Потойбічне життя                   | Німеччина Франція   | 176 573           |
| 14 | Останній володар стихій                       | США                 | 175 776           |
| 15 | Історія іграшок 3                             | США                 | 172 360           |
| 16 | Принц Персії: Піски часу                      | США                 | 162 214           |
| 17 | Мегамозок                                     | США                 | 159 986           |
| 18 | Мандри Гулівера                               | США                 | 156 140           |
| 19 | Знайомство з Факерами 2                       | США                 | 153 301           |
| 20 | Як усе заплутано                              | США                 | 149 463           |
| 21 | Наша Russia. Яйця долі                        | Росія               | 148 148           |
| 22 | Битва титанів                                 | США Велика Британія | 138 767           |
| 23 | Солт                                          | США                 | 135 637           |
| 24 | Хроніки Нарнії: Підкорювач Світанку           | Велика Британія США | 126 649           |
| 25 | Принцеса і Жаба                               | США                 | 125 887           |
| 26 | Пила 3D                                       | США                 | 123 084           |
| 27 | Полювання на колишню                          | Велика Британія США | 122 884           |
| 28 | Острів проклятих                              | США                 | 121 440           |
| 29 | Соціальна мережа                              | США                 | 115 510           |
| 30 | Лицар дня                                     | США                 | 114 620           |
| 31 | День Святого Валентина                        | США                 | 111 862           |
| 32 | Встигнути до                                  | США                 | 109 520           |
| 33 | Залізна людина 2                              | США                 | 104 864           |